# Kattesund
Kattesund är en kort gata i Lunds  stadskärna mellan Stora Södergatan och Grönegatan. 
Reformationen i Danmark 1536 följdes av ett kungligt beslut att riva kloster och kyrkor, bland andra Sankt Drotten i (Sankt Trinitas Salvator kyrka) i Lund. Därefter drogs den nya gatan Kattesund fram över området, där kyrkan och kyrkogården stått.
Namnet Kattesund alluderade troligen på benämningen för ett trångt farvatten, som överförts till att beteckna en trång gatupassage. Också Malmö (Kattsundsgatan), Köpenhamn (Kattesundet) och ett antal andra danska städer från medeltiden har, eller har haft, smala gator med liknande namn.
Gatan i Lund hette 1866 Kattsund, från 1876 Kattsundsgatan samt från 1923 Kattesund. 
Kattesund har efter arkeologiska utgrävningar under de senaste decennierna blivit känt för flera lämningar efter medeltida kyrkor på eller vid gatan:
- Stenkyrkan Drottens kyrkoruin
- Träkyrkan Södra Kattesundskyrkan
- Träkyrkan Östra Kattesundskyrkan
- Träkyrkan Sankt Trinitas Salvator kyrka